# Cupaniopsis anacardioides
Espèce
Classification APG III (2009)
Cupaniopsis anacardioides est un arbre des forêts de l'Australie orientale et septentrionale. Son habitat naturel est dans la forêt tropicale, les sables du littoral ou des estuaires. Son aire de répartition va de Seven Mile Beach (34° S), en Nouvelle-Galles du Sud, au Queensland et en Nouvelle-Guinée.
Il est devenu une plante envahissante dans certaines régions des États-Unis, principalement en Floride et à Hawaï.

## Description
C'est un petit arbre (au plus 10 m de haut) à feuillage attrayant,
L'écorce est lisse est grise ou brune avec des lignes en relief horizontal.
Les feuilles sont pennées et composées de six à dix folioles. Elles sont oblongues ou elliptiques, de 7 à 10 cm de long. Les extrémités sont souvent ébréchées ou coupantes. Les nervures des feuilles sont visibles des deux côtés.
Les fleurs d'un blanc verdâtre groupées en panicules apparaissent de mai à juillet. Le fruit est une capsule orange à jaune, avec trois lobes. Il y a une graine d'un brun foncé brillant à l'intérieur de chaque lobe. Les graines sont recouvertes d'un arille orange vif. Les fruits arrivent à maturité d'octobre à décembre et attirent de nombreux oiseaux comme le Sphécothère de Vieillot, le Loriot sagittal et le Grand Réveilleur.
La germination des graines fraîches s'effectue sans difficulté, en particulier si les graines sont dégagées de l'arille et mises à tremper pendant quelques jours.

## Usages
C'est une plante intéressante comme plante ornementale ou un arbre de rue, en particulier dans les régions côtières.

## Gallery

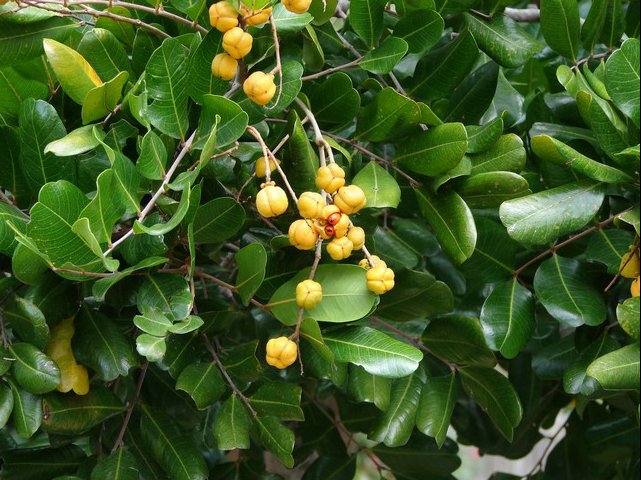
feuilles, fruits et graines